# Bryansk (tỉnh)
Bryansk Oblast (tiếng Nga: Бря́нская о́бласть, Bryanskaya oblast) là một tỉnh biên giới phía tây của Nga, giáp với cả Belarus và Ukraina. Trung tâm hành chính của tỉnh là thành phố Bryansk. Dân số năm 2021 ước khoảng 1.169.161 người.
Trong Chiến tranh Vệ quốc Vĩ đại, Bryansk là một chiến địa ác liệt.